# Allantoporthe decedens
Allantoporthe decedens är en svampart som först beskrevs av Elias Fries, och fick sitt nu gällande namn av M.E. Barr 1978. Allantoporthe decedens ingår i släktet Allantoporthe och familjen Diaporthaceae.  Arten är reproducerande i Sverige. Inga underarter finns listade i Catalogue of Life.